# Мадьяризация
Мадьяризация (венг. Magyarosítás, от венг. magyar «венгр», «венгерский язык») — переход на венгерский язык и усвоение венгерской культуры невенгерскими народами. Термин «мадьяризация» получил наибольшую известность в историографии по отношению к периоду 1867—1918 гг. в истории Австро-Венгрии, когда венгерская верхушка развернула целенаправленную, амбициозную и довольно агрессивную политику по ассимиляции невенгерских меньшинств на землях Венгерского королевства. Главным объектом этой политики были хорваты, с которыми в 1868 году было заключено Венгерско-хорватское соглашение о разделе властных полномочий в Транслейтании, но несмотря на которое политика мадьяризации в Хорватии велась всю вторую половину XIX века, а также словаки, с которыми никаких соглашений не подписывалось. Национальные меньшинства — трансильванские саксы, румыны, сербы, русины, украинцы, евреи, цыгане — также были объектами ассимиляции. Политика имела некоторый временный успех, преимущественно в городской местности, но вызвала массовое недовольство подвластных народов и стала одной из существенных причин распада Австро-Венгрии в 1918 г. на ряд независимых государств, в которых венгерские меньшинства стали объектом ответной дискриминации.

## Хронология
Мадьяризация подразделяется на раннесредневековую (X—XVI века) и новую (XVIII—XX века). Новая мадьяризация проходила в три этапа.

### Периодизация
Мадьяризация условно подразделялась на три этапа. На первом этапе 1800 — 1867 гг. она имели черты борьбы венгров, возрождавших родной язык и культуру в условиях германизации и давления со стороны Вены. На втором этапе 1867—1880 гг. позиции венгерского языка укрепляются, немецкая угроза нейтрализуется, и мадьяризация принимает наступательную форму по отношению к соседним невенгерским народам, многие из которых добровольно ассимилируются в венгерской среде, пользуясь венгерским языком как инструментом карьерного роста. В 1880 — 1918 гг. мадьяризация принимает агрессивные формы и наталкивается на сопротивление национальных окраин королевства.

## Предыстория
Национальный состав Центральной Европы сложился в результате раннесредневековых миграций германских, славянских, финно-угорских и романских народов и племён. В средние века к ним добавились дисперсные поселения евреев и цыган. В условиях ограниченной территории, особенно пригодной для сельского хозяйства, усилилось соперничество народов за контроль над территориями.
Античная Римская империя II — III веков оставила наибольший след в этнографии Дакии (Римская Дакия), где сформировался румынский народ. В VIII — IX западные славяне основали обширное государство Великая Моравия, которая позднее пала под ударами венгерских и немецких феодалов, несколько потесненных в XVI—XVII вв. Османской империей. Консолидацию центральноевропейских земель завершила Австрийская империя, где ведущие государственные и экономические посты занимали немцы, а самыми многочисленными народами были славяне. Кроме них в империи проживали романоязычные румыны и итальянцы, а также цыгане и евреи. В условиях подобной пестроты национального состава, Габсбурги были вынуждены продвигать немецкий язык в роли лингва франка, но подобная германизация вызывала недовольство среди национальной интеллигенции покорённых народов. Первый национальный кризис лоскутной империи произошёл в 1848 г.
Опасаясь национально-освободительного движения среди славян, Габсбурги идут по линии разделяй и властвуй, устанавливая более тесное сотрудничество с венгерской верхушкой империи, среди которой удалось распространить антиславянские идеи. Пользуясь господствующим положением венгерского дворянства в ряде восточных регионов империи со времён венгерских нашествий X века, Габсбурги идут на компромисс, предоставляя венграм особые права в империи. Начинается золотой век венгерского языка.

## Венгерский Ренессанс
Венгров, боровшихся против правления Габсбургов, вдохновляла в первую очередь венгерская литература, находившаяся, правда, практически в зачаточном состоянии по состоянию на начало XIX века. С огромным энтузиазмом венгерские интеллектуалы пытались поднять на борьбу массы, и в 1848-60 гг. именно венгерские писатели активно поддержали мадьярский национализм. Возрождение венгерского литературного языка по времени совпадало с возрождением чешского литературного (так наз. «чешские будители»). Однако венгерские писатели, пользуясь широкой автономией Транслейтании, быстро вытеснили из своей страны немецких, тогда как в Богемии период вытеснения затянулся из-за отсутствия соответствующего официального статуса: здесь в интеллектуальной среде по-прежнему главенствовали немцы, а чешские интеллектуалы-будители долгое время были разрознены.

## Венгерский язык в период мадьяризации
До конца XVIII века языком официального делопроизводства, богослужения и образования в католической Венгрии была латынь. При этом на основе народной латыни поздней античности в подвластной Венгрии Трансильвании развился румынский язык. И всё же, омертвление классической латыни постепенно приводит к распространению более «живого» немецкого языка, который становится языком торговли и городских регистров. Венгерская знать, кроме латыни, довольно хорошо владела французским и немецким языками, тогда как мадьярскими наречиями пользовались крестьяне и слуги. В мае 1774 года император Иосиф II официально заменил латынь немецким, который и стал официальным языком Австрийской империи. Убеждённый в том, что просвещённой страной можно править только с помощью единого живого языка, император отправлял всех чиновников на три года учить немецкий язык.
Этот указ вызвал чувство национальной гордости у венгров, многие из которых решили возродить язык своих предков. Гердер, в четвёртом томе своих «Идей к философии истории человечества» (1791) предсказывавший, что венгры исчезнут вместе со своим языком в море славян и немцев, спустя два года в первом томе «Писем о поощрении гуманности» (Рига, 1793) одобрительно отозвался о борьбе венгров за сохранение своего национального языка. В 1792 году венгерский язык стал обязательным для преподавания во всех школах страны, за исключением Хорватии, а в 1805 году нижней палате парламента было дано разрешение вести дебаты как на венгерском, так и на латинском языке. На прошения, поданные на венгерском языке, королевским чиновникам предписано отвечать на этом же языке. Язык стал стержнем венгерского самосознания.
Своеобразный символический поворот в возрождении языка произошёл в октябре 1825 года, когда Иштван Сеченьи (1791—1860) обратился к верхней палате парламента на языке, который венгерские магнаты по-прежнему считали языком крестьян. Спустя месяц этот великий реформатор предложил внести сумму в размере годового дохода от своего поместья, чтобы помочь основать Венгерскую академию наук, и в итоге требуемая сумма была собрана. Вслед за Сеченьи большой вклад в дело мадьяризации внёс пламенный журналист Лайош Кошут, полагавший, что повсеместное распространение венгерского языка — самое эффективное оружие в борьбе против тирании немецкой Вены и постоянного соперничества более многочисленных славян. Между 1832 и 1844 годом венгерский язык в Венгрии стал официальным во всех сферах жизни: в 1836 г. он стал обязательным в суде, в 1840 году правительственные чиновники обязаны были общаться друг с другом на венгерском, в 1844 году этот язык стал обязательным в парламенте и во всех учреждениях страны. Начиная с этого года все законы стали публиковаться на венгерском, и он стал языком преподавания в школах страны, исключая Хорватию, Словению и немецкие колонии в Трансильвании.

## Прогресс
Прогресс венгерского языка в собственно венгерских землях был быстрым и довольно убедительным. Поэтому поражение венгерских революционных идей в 1849 г. было чисто формальным. На практике венгры максимально расширили свою этническую и лингвистическую автономию, и значительно ограничили планы австрийских правителей. Венгрия ясно дала понять, что не желает оказаться в положении прусской Польши или Прибалтики. Обеспокоенный ростом национального самосознания в Венгрии, в 50-е гг. XIX в. Александр фон Бах направил на службу в Венгрию тысячи немецкоязычных чиновников, чтобы сдерживать рост национализма в Венгрии. Однако, было уже поздно. Не владеющие довольно сложным для изучения венгерским языком австрийские чиновники не могли даже собрать налоги с разноязыких народов на востоке империи, где венгерский язык уже стал выполнять роль лингва франка. Недоборы поставили империю Габсбургов на грань банкротства, что в итоге привело к вынужденным конституционным реформам 60-х годов XIX века, когда была официально провозглашена двуединая монархия Австро-Венгрия. После 1867 года мадьяризация Транслейтании приняла наступательную форму. В 1879 г. хорваты и даже некогда привилегированные венгерские немцы больше не освобождались от изучения венгерского языка. Цыганских детей забирали у родителей и отдавали в венгерские семьи на воспитание. В 1891 году для детей всех национальностей было введено обязательное посещение венгерских детских садов с целью помочь меньшинствам в изучении венгерского языка. В том же году все населённые пункты королевства Венгрия получили венгерские названия, в почти принудительном порядке все невенгры принимали венгерские имена и фамилии, которые зачастую калькировались или переводились на венгерский язык с языка-источника. К примеру, румын «Ион Негру» становился «János Fekete» (Янош Фекете), а словацкое поселение «Нова Вес» превращалось в «Újfalu». К началу XX века мадьяризация приняла почти тотальный характер.
Игнорируя недовольство словаков, румын, немцев и особенно хорватов, Франц Иосиф нехотя, но поддерживал мадьяризацию в надежде укрепить своё государство по линии «„доминирующие“ венгры и немцы против „подчинённых“ славян-румын». Являясь одновременно королём Венгрии, он три-четыре раза в год посещал «своё» Венгерское королевство, но едва ли разделял венгерские пристрастия своей жены. А она в последние годы жизни перешла преимущественно на венгерский язык, угождая Будапешту. Дошло до того, что даже оперы Вагнера там стали исполнять в переводе. Более того, если в Венгрии кому-то хотелось говорить по-немецки, то, согласно этикету, он должен был сначала сказать по-венгерски «пожалуйста», иначе на его немецкую речь мог последовать ответ на венгерском. В сельской местности тем более было принято приветствовать знакомых на родном языке. Поскольку каждый знал множество шутливых выражений на четырёх и даже пяти языках, по свидетельству Эмиля Райха, говорящий мог начать предложение на латыни, продолжить его на венгерском, а закончить на словацком или немецком. В XVIII — XIX вв. знать прекрасно владела французским языком, а крестьянские семьи в приграничье обменивались детьми, чтобы венгры и немцы могли лучше усвоить языки друг друга.
Постепенное понижение статуса немецкого языка в самой Венгрии было почти незаметным. Немецкие интеллектуалы, владевшие умами и сердцами Будапешта, пребывали в безмятежном покое до 1840-х годов, пока в университеты не нахлынул поток венгерских учёных и писателей. Внезапно очнувшись, немецкоговорящая профессура университета Будапешта пыталась было протестовать, особенно после того, как её существенно потеснили в 1872 году, но было слишком поздно. Спикера немецкого меньшинства в парламенте Эдмунда Штайнакера (1839—1929) вывели из его состава в 1892 году за критику мадьяризации. Детство Теодора Герцля прошло в Будапеште, где он настолько сроднился с немецкой культурой, что написал стихотворение, восхвалявшее «борьбу за культуру» Бисмарка, а в двадцать лет отказался говорить на венгерском языке. Аналогично, но не в такой резкой форме поступили филолог Густав Генрих (1845—1933) и преподаватель реального училища Иоганн Генрих Швикер (1839—1902), занимавшиеся изучением взаимосвязи немецкой и венгерской литератур. Якоб Блейер (1874—1933), заседавший в нижней палате парламента с 1926 про 1933 год, был последним, кто противостоял антинемецкой политике Хорти. Именно Блейер подвигнул историка из Вены Фрица Вальявенца (1909—1960) изучать распространение немецкой культуры в юго-восточной Европе. Примечательно, что уступки венграм, на которые пошла немецкая элита, вызвали брожения в умах прочих народов империи, которые по-прежнему пребывали в полуколониальном состоянии.

### Методы мадьяризации
В ход были пущены и многие другие средства и уловки. Постепенно поддержка и распространение венгерского языка стали основой венгерской внутренней политики. Национальная принадлежность отошла на второй план. Национальность определялась на основе родного языка, что позволяло причислять к венграм многих венгроязычных людей разных культур и даже вероисповеданий. В отличие от Цислейтании, где немецкое самосознание, немецкое происхождение и немецкий язык рассматривались как триединая модель с тремя обязательными компонентами, венгерское правительство проявило большую гибкость. Для поощрения мадьяризации были сняты запреты на межнациональные браки, в том числе с евреями. Многие венгероязычные евреи получили возможность широкого карьерного роста. Дети в большинстве смешанных семей, в том числе и в тех, где оба родители были невенграми, посещали венгерские школы и усваивали венгерский язык. При этом любое сопротивление мадьяризации жестоко подавлялось полицией и другими административными органами.

### Миграция
Миграционный обмен также стал важным инструментом мадьяризации. Так, венгерское правительство систематически поощряло эмиграцию наименее ассимилированных славян и румын из сельских окраинных регионов страны в Америку (в первую очередь в США и Канаду, а также Аргентину и Бразилию) через подвластные Австро-Венгрии хорватские порты на Адриатике. Для этого в ускоренном порядке им выдавались паспорта, а с американскими судоходными компаниями заключались обоюдовыгодные контракты. Так, американские компании получали дешёвую рабочую силу, а Венгрия «избавлялась» от неблагонадёжных славянских меньшинств. При этом этническим венграм загранпаспорта либо не выдавались, либо этот процесс умышленно тормозился венгерской бюрократией. Так, венгры составляли 54,5 % населения Транслейтании в 1910 г., но лишь 26,2 % эмигрантов в период между 1901 и 1913 гг., в то время как невенгры (46,5 % населения) поставляли 72 % эмигрантов между 1901 и 1913 гг. Параллельно шёл процесс расселения венгров из центра страны по всему периметру венгерского государства, особенно по этническим окраинам (Трансильвания, Воеводина, Словакия, Закарпатье), а невенгров поощряли к переселению в окрестности Будапешта, где их ждала верная ассимиляция.

### Региональные особенности мадьяризации
Наибольшей мадьяризации подверглись дисперсно расселённые, но довольно многочисленные евреи, массово переходящие с идиша на венгерский. Быстро ассимилировались многие трансильванские саксы. Венгерский язык усвоили также многие цыгане в Венгрии. Словацкая и румынская верхушки омадьярились ещё в XI—XIII веках. Практически повальный характер мадьяризация приняла в городах, особенно крупных.
Население удалённых сельских районов этот процесс затронул слабо. Неиндоевропейский венгерский язык, принесённый в Европу кочевниками с Урала, не родственный ни одному из языков Европы, требовал особых усилий при изучении, а потому усваивался довольно медленно, особенно взрослыми.

## Результаты
Тем не менее, как следствие мадьяризации, доля венгров в населении Транслейтании возросла:
1787 г., перепись:
- Невенгры: 71 % (5,681 млн)
- Венгры: 29 % (2,322 млн)

1809 г., перепись:
- Невенгры: 70 % (7,0 млн)
- Венгры: 30 % (3,0 млн)

1880 г., перепись:
- Венгры: 46 %
- Невенгры: 54 %

1900 г., перепись:
- Венгры: 51 % (8,5 млн)
- Невенгры: 49 % (8,1 млн)

1910 г., перепись, национальность устанавливалась на основе вопроса о родном языке:
- Венгры: 55 % (8,5 млн)
- Невенгры: 45 % (8,1 млн)

Хотя данные последних двух переписей считаются несколько искажёнными венгерскими властями, умышленно завышавшими численность венгров и владеющих венгерским языком, прогресс мадьяризации всё же был налицо. Особенно заметным он был между 1880 и 1915 гг.
Так, по переписи 1880 г. население Транслейтании:
- Венгры 46,58 % (без Хорватии-Славонии),
- Румыны 17,48 %
- Немцы 13,61 %
- Словаки 13,49 %
- Прочие (украинцы, евреи, цыгане) 8,84 %

При этом по данным последней переписи 1910 г.:
- Венгры 54,5 % (без Хорватии-Славонии),
- Румыны 16,1 %
- Словаки 10,7 %
- Немцы 10,4 %
- Прочие (украинцы, евреи, цыгане) 8,3 %

Тем не менее, так называемые «меньшинства» зачастую составляли большинство населения региона своего исконного проживания по границам королевства. Повышение доли венгров с 46,58 % до 54,5 % в Транслейтании в целом происходило в основном за счёт мадьяризации городов и горожан. В сельской местности доля венгров практически не изменилась.
Так, в населении Братиславы доля венгров возросла с 7,5 % в 1850 г. до 40,5 % в 1910, где они оттеснили немцев, а затем сами стали объектами словакизации.
- 1850: Немцы (75 %), словаки (18 %), венгры (7,5 %) — оценка
- 1880: Немцы (68 %), словаки (8 %), венгры (8 %), евреи 16 %
- 1910: Немцы (41,92 %), словаки (14,92 %), венгры (40,53 %), прочие — 2,7 % при всём населении 78.223 чел.  Данные составлены на основе родного языка и практически не отражают еврейскую общину (14 %), так как её родным языком стал по большей части немецкий и производный от него идиш.

Ныне (2001 г., перепись) 92 % населения города составляют словаки, 3,5 % — венгры, 0,2 % — немцы.

## Наследие мадьяризации и реакция в новых независимых государствах
В ходе мадьяризации (как раннесредневековой, так и более поздней) венгерский язык и венгерская культура широко распространились в Прикарпатье и Центральном Подунавье к началу XX века. Примечательно, что мадьяризация имела важные этнокультурные последствия и для самих венгров. В их генотипе и фенотипе значительно уменьшилась доля азиатских элементов (до около 10 %) при параллельном росте европейских. Оставшиеся за Уралом ханты и манси, наоборот, испытали на себе большее азиатское влияние. Распад Австро-Венгрии в 1918 г. и особенно Трианонский договор, который Венгрия была вынуждена заключить как проигравшая в Первой мировой войне сторона, привёл к отторжению от Венгрии 2/3 территории бывшей Транслейтании и потере около 1/3 венгерского населения. В новых независимых государствах, как славянских (Сербия, Словакия, позднее Чехословакия, СССР и Украина), так и романских (Румыния), венгры и омадьяренные элементы воспринимались как «пятая колонна», подвергаясь ответной дискриминации. В каждом из них развернулись процессы своего этнократического строительства: румынизация, словакизация, украинизация, югославизация, хорватизация и т. д. Многие этнические венгры предпочли репатриацию в Венгрию, часть из них сменила язык и самосознание на новый доминирующий (особенно в Трансильвании, где многие венгры-секеи и чангоши проживают дисперсно среди румын). По прошествии времени сама Венгрия теряет интерес к проблемам венгерских ирридент за пределами своих границ. Тем не менее, с конца 1990-х власти новых независимых государств стали более благосклонны по отношению к венгерским меньшинствам, в частности, были признаны права венгров на использование венгерского языка в образовании и местном управлении. Из-за крайне неблагоприятной демографической обстановки численность венгров как в самой Венгрии, так и за её пределами сокращается.